# Ceruloplazmin
Ceruloplazmin je enzim u tijelu čovjeka kojeg kodira CP gen. Ceruloplazmin je značajan protein koji veže bakar u krvi, a ima i ulogu u metabolizmu željeza. 
Ceruloplazmin se sintentizira u jetrima. U krvi nosi oko 70% od ukupnog bakra,
dok albumini nose oko 15%, a ostalo se prenosi makroglobulinima.
U bolestima jetre količina serumskog ceruloplazmina je smanjena zbog smanjene sinteze,
kao i ostalih proteina koji se sintetiziraju u jetrima. Smanjenu količinu ceruloplazmina nalazimo i kod sljedećih bolesti:
- aceruloplazminemija - slaba ekspresija gena
- kod malnutricije zbog niskog unosa bakra hranom
- Menkesova bolest - zbog nedostatka proteina ATP7A bakar ne prelazi intestinalnu barijeru
- Wilsonova bolest - zbog neostatka proteina ATP7B u hepatocitima nema unosa bakra u lumen

mreže endoplazmatskog retikuluma i Golgijevog aparata
Smanjena količina bakra ne utječe na translaciju proteina apoenzima apoceruloplazmina u stanicama jetre, međutim apoenzim bez bakra je nestabilan, te se unutar hepatocita velika količina brzo razgrađuje, dok mala količina koja napusti hepatocit ima vrijeme poluraspada od 5 sati za razliku od 5,5 dana holo-ceruloplazmina.